# Leon Ware
Leon Ware (* 16. Februar 1940 in Detroit; † 23. Februar 2017 in Marina del Rey, Kalifornien) war ein US-amerikanischer Soul- und R&B-Sänger, -Songschreiber und -Produzent.

## Biografie
Obwohl er auch selbst einige Platten aufnahm, sind es vor allen Dingen seine Arbeiten für andere Künstler, die Ware bekannt machten: Von den späten 1960er Jahren bis in die 1990er Jahre schrieb er für viele bekannte Künstler Songs und hatte einige große Hits. Etliche davon entstanden für das Label Motown. Mit I Wanna Be Where You Are hatte zum Beispiel Michael Jackson 1972 einen Hit. Auch The Isley Brothers, The Four Tops oder The Miracles hatten Erfolg mit Wares Kompositionen.
1976 arbeitete er mit Marvin Gaye zusammen und produzierte sein erfolgreiches Album I Want You. Er war für dieses Album auch am Songwriting sämtlicher Songs beteiligt. Die Aufnahmen inspirierten Ware zu seinem kurze Zeit später veröffentlichten Album Musical Massage, das gute Kritiken erhielt und noch heute sein bekanntestes Werk ist. Ein großer kommerzieller Erfolg blieb dem zwischen Soul, Funk und Jazz pendelnden Album zwar versagt, dennoch wählte der Rolling Stone das Werk 2013 auf Platz 88 der „100 besten Soul-Alben“.
Ware arbeitete auch mit Melissa Manchester zusammen, die mehrere seiner Songs aufnahm und ihn 1978 als Produzent für ihr erfolgreiches Album Don’t Cry Out Loud verpflichtete. 1981 gelang ihr und Peabo Bryson mit dem von Ware geschriebenen Duett Lovers After All ein Top-40-Hit in den R&B-Charts. Ab 1979 hatte Ware in kurzer Zeit drei kleinere Hits in den R&B-Charts: What’s Your Name war auf Platz 42 seine erfolgreichste Single. Durch zahllose Samples im Hip-Hop war Wares Name auch immer wieder in den Charts anzutreffen. So bedienten sich 2Pac und  K-Ci & JoJo bei Quincy Jones’ Body Heat und machten daraus den amerikanischen Nummer-eins-Hit How Do U Want It (1996). Auch Nas, Maxwell, Gang Starr und De La Soul sampelten Wares Kompositionen.
Ware war viermal verheiratet, unter anderem für wenige Wochen mit der ehemaligen Supremes-Sängerin Susaye Green. Er starb im Februar 2017 im Alter von 77 Jahren.

## Diskografie

### Studioalben
| Jahr | Titel Musiklabel             | Höchstplatzierung, Gesamtwochen, AuszeichnungChartsChartplatzierungen (Jahr, Titel, Musiklabel, Platzierungen, Wochen, Auszeichnungen, Anmerkungen) | Anmerkungen                                                                                         |
| Jahr | Titel Musiklabel             | R&B | Anmerkungen                                                                                         |
| ---- | ---------------------------- | --- | --------------------------------------------------------------------------------------------------- |
| 1979 | Inside Is Love Fabulous 8500 | R&B62 (3 Wo.)R&B | Erstveröffentlichung: November 1979 Perkussion: Paulinho da Costa Produzenten: Leon Ware, Ron Roker |

Weitere Studioalben
- 1972: Leon Ware (United Artists 5582)
- 1976: Musical Massage (Gordy 976)
- 1981: Rockin’ You Eternally (Elektra 332)
- 1982: Leon Ware (Elektra 60050)
- 1987: Undercover (Sling Shot 80017)
- 1995: Taste the Love (Kitchen)
- 2001: Candlelight (mit Don Grusin, Kitchen)
- 2003: Love’s Drippin (Kitchen)
- 2004: A Kiss in the Sand (Kitchen 6938)
- 2008: Moon Ride (Stax 30228)

### Singles
| Jahr | Titel Album                              | Höchstplatzierung, Gesamtwochen, AuszeichnungChartsChartplatzierungen (Jahr, Titel, Album, Platzierungen, Wochen, Auszeichnungen, Anmerkungen) | Anmerkungen                                                                                            |
| Jahr | Titel Album                              | R&B | Anmerkungen                                                                                            |
| ---- | ---------------------------------------- | --- | --- |
| 1979 | What’s Your Name Inside Is Love          | R&B42 (10 Wo.)R&B | Erstveröffentlichung: November 1979 Autoren: Leon Ware, Minnie Riperton, Richard Rudolph               |
| 1981 | Baby Don’t Stop Me Rockin’ You Eternally | R&B66 (6 Wo.)R&B | Erstveröffentlichung: Dezember 1980 Autoren: Leon Ware, Marcos Valle, Peter Cetera, Laudir de Oliveira |
| 1981 | Rockin’ You Eternally                    | R&B74 (4 Wo.)R&B | Erstveröffentlichung: Mai 1981 Autoren: Leon Ware, Marcos Valle                                        |

Weitere Singles
- 1972: The Spirit Never Dies
- 1974: Girl, Girl, Girl (Sonny and Virginia) (Promo; VÖ: September)
- 1976: Comfort (VÖ: Februar, nicht veröffentlicht)
- 1980: Inside Your Love
- 1982: Slippin’ Away (VÖ: Mai)
- 1982: Why I Came to California (mit Janis Siegel; VÖ: September)
- 1986: Blue Velvet
- 1991: Shoulda Been You
- 2004: California (Saint Remix)
- 2011: Step by Step
- 2012: Baby This Love I Have (The Decoders feat. Leon Ware)
- 2015: Melt the Night (Lucas Arruda feat. Leon Ware)
- 2017: Gave My Heart (Omar feat. Leon Ware; VÖ: 2. Juni)